# Literaturjahr 1773
Liste der Literaturjahre

◄◄ | ◄ | 1769 | 1770 | 1771 | 1772 | Literaturjahr 1773 | 1774 | 1776

Weitere Ereignisse

## Ereignisse

### Lyrik
Phillis Wheatley veröffentlicht Poems on Various Subjects, Religious and Moral, eine Sammlung von 39 Gedichten. Sie ist damit die erste afroamerikanische Dichterin, deren Werke veröffentlicht werden.

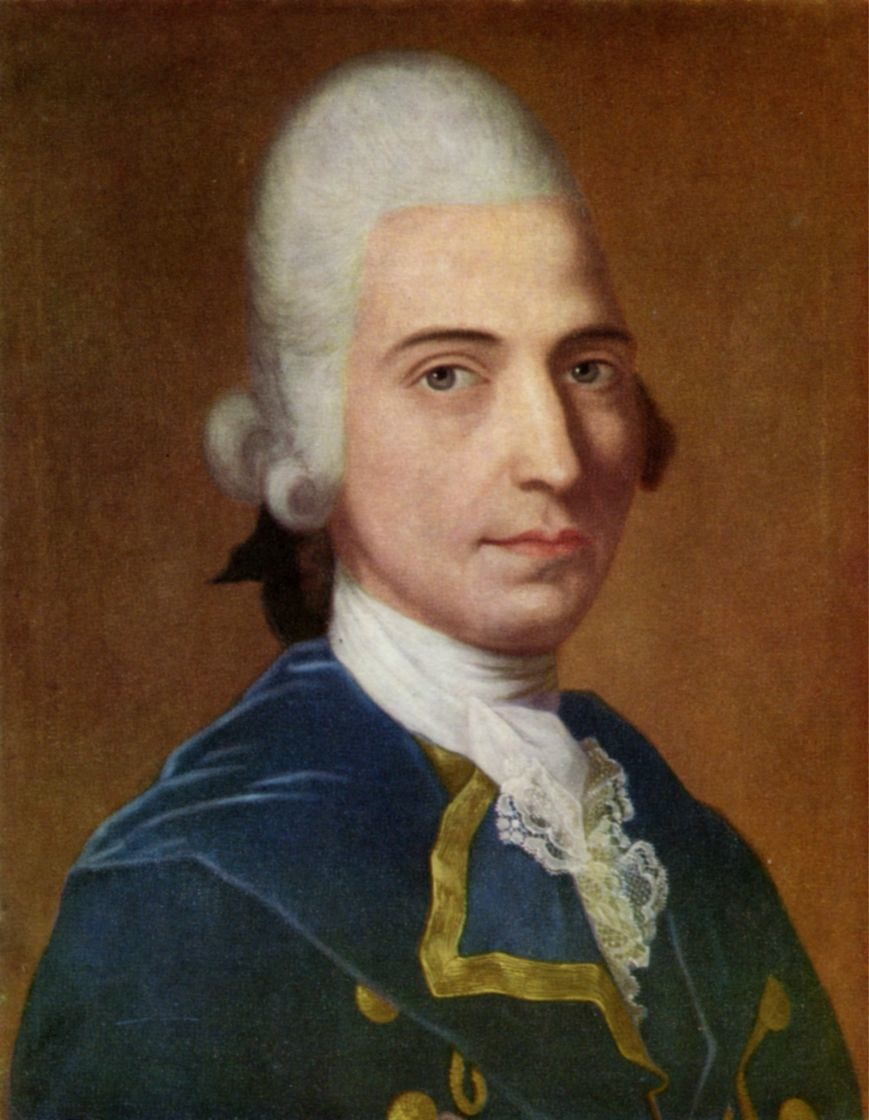
Gottfried August Bürger, Gemälde von Johann Heinrich Tischbein dem Jüngeren, 1771

Gottfried August Bürger schreibt das Gedicht Der Bauer an seinen durchlauchtigen Tyrannen, in dem ein Bauer seinen tyrannischen Herrscher anklagt und die absolutistische Willkürherrschaft kritisiert.

### Drama

Illustration zum 1. Akt des Götz von Berlichingen von Johann Heinrich Ramberg

Johann Wolfgang Goethe vollendet die Endfassung seines Sturm-und-Drang-Dramas Götz von Berlichingen. 

### Periodika
Die Literaturzeitschrift Der Teutsche Merkur von Christoph Martin Wieland erscheint erstmals. Eine darin erschienene Kritik Wielands an den griechischen Dichtern veranlasst den jungen Goethe zu der im Herbst 1773 verfassten Farce Götter, Helden und Wieland, die Wieland mit freundlichem Humor aufnimmt. Die beiden Männer verbindet in der Folge eine jahrelange enge Freundschaft.

### Bibliotheken
Die Sammlung der Siku Quanshu („Vollständige Schriften der Vier Schatzkammern“) beginnt im Auftrag von Kaiser Qianlong aus der chinesischen Qing-Dynastie, wahrscheinlich um zu beweisen, dass die Mandschu die Yongle-Enzyklopädie der Ming-Dynastie übertreffen können. Die Sammlung dauert bis 1782 und wird die größte Büchersammlung der chinesischen Geschichte und wahrscheinlich das ehrgeizigste redaktionelle Unternehmen in der Weltgeschichte. Die Redaktion besteht aus 361 Wissenschaftlern, mit Ji Yun und Lu Xixiong als Chefredakteuren.

## Geboren
- 22. Januar: René Charles Guilbert de Pixérécourt, französischer Theaterautor († 1844)
- 24. Februar: Charlotte Kanitz, deutsche Schriftstellerin († 1826)
- 2. März: August Schumann, deutscher Buchhändler, Verleger und Lexikograf († 1826)

- 2. Mai: Henrich Steffens, norwegischer Philosoph, Naturforscher und Dichter († 1845)
- 19. Mai: Arthur Aikin, englischer Chemiker, Mineraloge und Autor († 1854)
- 23. Mai: Georg Gottlieb Ammon, deutscher Pferdezüchter und Autor († 1839)

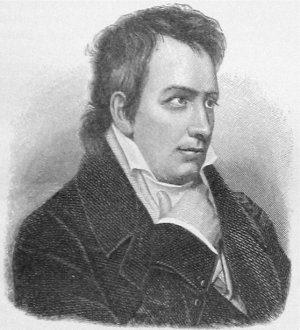
Ludwig Tieck, 1838

- 31. Mai: Ludwig Tieck, deutscher Schriftsteller und Übersetzer († 1853)

- 13. Juli: Wilhelm Heinrich Wackenroder, deutscher Jurist und Schriftsteller († 1798)
- 16. Juli: Josef Jungmann, tschechischer Philologe und Dichter († 1847)

- 21. August: Jens Christian Djurhuus, färöischer Bauer und der erste Dichter, der auf Färöisch schreibt († 1853)
- 23. August: Jakob Friedrich Fries, deutscher Philosoph († 1843)
- 18. September:  Friedrich Carl August Rücker, deutscher Buchhändler und Verleger († 1837)

- 17. November: Mihály Csokonai Vitéz, ungarischer Dichter († 1805)
- 9. Dezember: Karl Christian von Mann genannt Tiechler, deutscher Jurist und Herausgeber († 1837)

## Gestorben
- 21. Januar: Alexis Piron, französischer Jurist und Schriftsteller (* 1689)
- 17. Februar: Namiki Shōzō I., japanischer Kabuki- und Bunrakuautor (* 1730)

- 3. April: Adam Gottlob Schirach, sorbischer Pfarrer, Physikotheologe und Schriftsteller (* 1724)
- 3. Mai: Ernst Thom, deutscher Literaturwissenschaftler, Rhetoriker, Ethnologe und Ökonom (* 1713)
- 14. Mai: Ehrenreich Gerhard Coldewey, deutscher Gelehrter, Jurist, Poet und Kenner der ostfriesischen Geschichte (* 1702)
- 3. Juni: Johann Ludwig Konrad Allendorf, deutscher Pädagoge, lutherischer Pfarrer und Dichter von Kirchenliedern (* 1693)

- 17. November: Laurent Angliviel de La Beaumelle, französischer Schriftsteller und Bibliothekar (* 1726)
- 20. November: Charles Jennens, englischer Grundbesitzer, Mäzen und Librettist (* 1700 oder 1701)